# 徐恒秋
徐恒秋（1960年10月—），山东烟台人，汉族，中国共产党党员。中华人民共和国政治人物、第十三届全国人民代表大会安徽地区代表。2018年1月，任安徽省环境保护厅厅长。2018年11月，改任安徽省生态环境厅厅长。
2018年2月24日，当选为第十三届全国人大代表。